# Reformierte Kirche Zürich-Balgrist

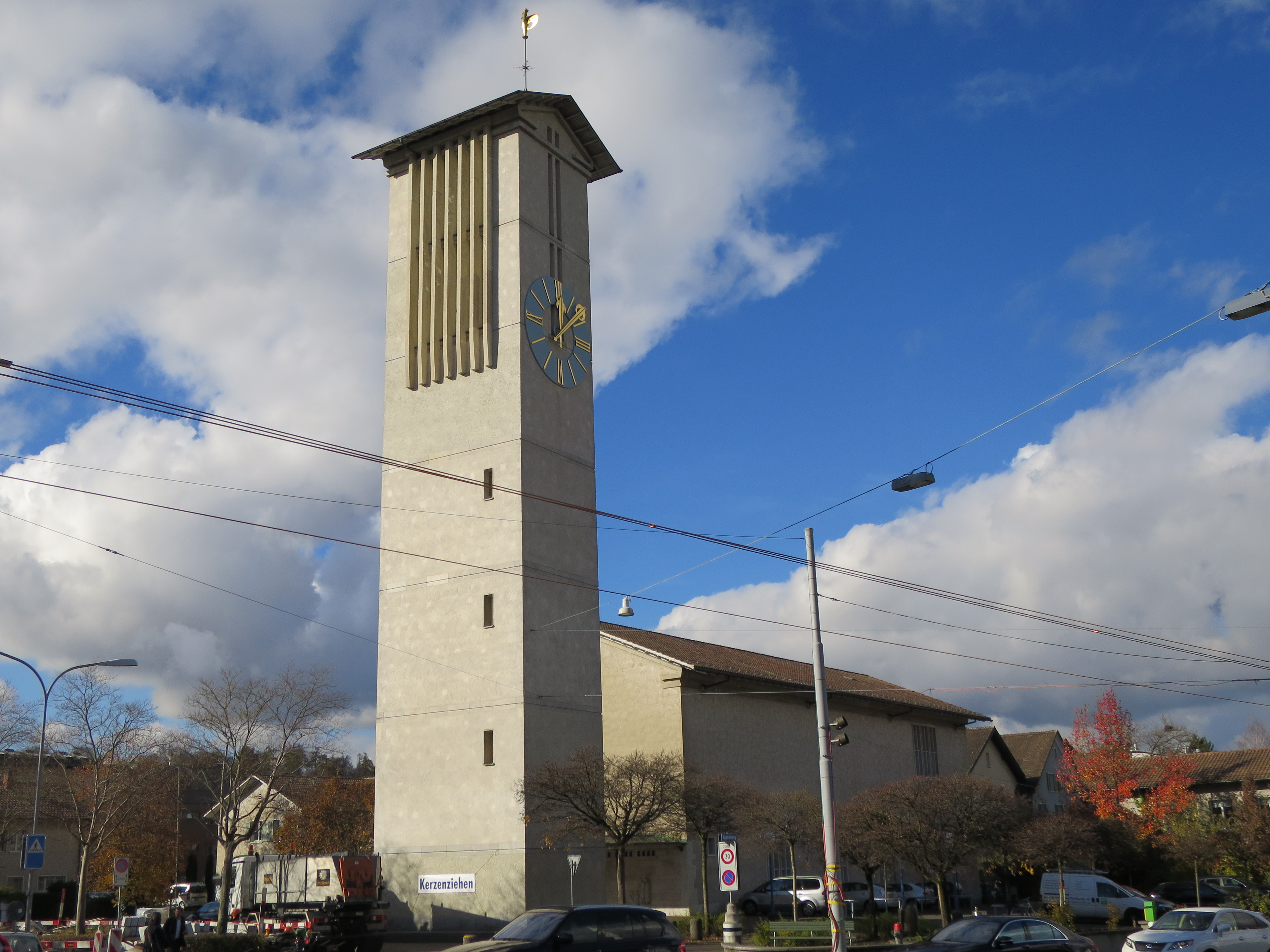
Äusseres

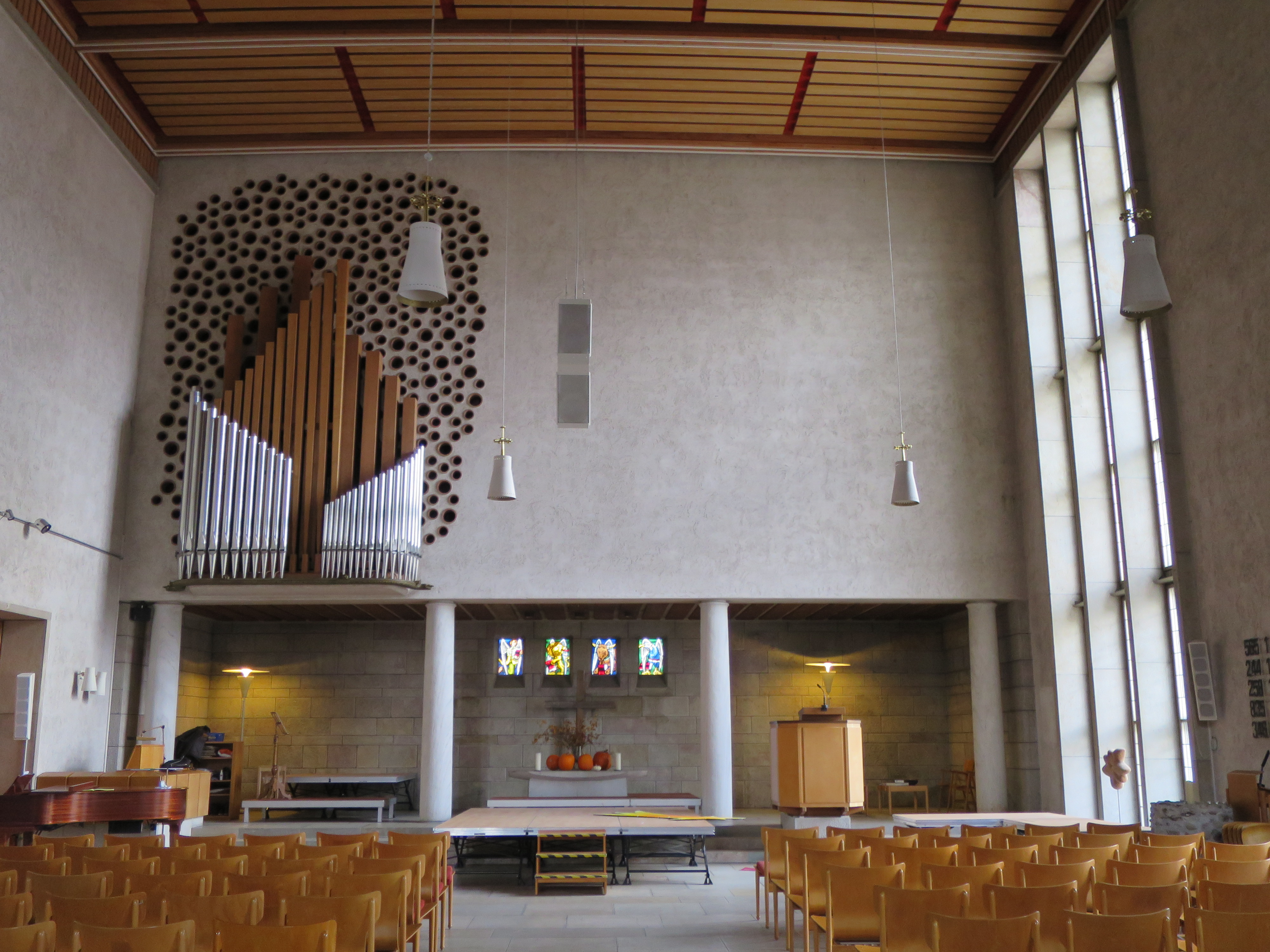
Innenraum

Die Reformierte Kirche Balgrist ist ein evangelisch-reformiertes Kirchengebäude im Quartier Weinegg in Zürich. Die Kirche befindet sich an der Lenggstrasse 75, unweit der Psychiatrischen Universitätsklinik Burghölzli, der Universitätsklinik Balgrist, der Schulthess-Klinik und der Klinik Hirslanden.

## Geschichte
Da die nächstgelegene reformierte Kirche Neumünster von der Gegend an der Stadtgrenze nach Zollikon gut zwei Kilometer entfernt liegt, entstand bei den reformierten Bewohnern dieses Gebietes der Wunsch nach einer eigenen Kirche in der Nähe. 1945 fand ein eingeschränkter Wettbewerb unter vier Architekten der Gemeinde statt, den die Brüder Hans und Kurt Pfister für sich entscheiden konnten. Der Bau der Kirche erfolgte in den Jahren 1950 bis 1952. Die Fassade der Kirche wurde 1997 saniert.

## Baubeschreibung

### Äusseres
Die Kirche Balgrist ist an der Einmündung der Lengg- in die Forchstrasse an markantem Punkt erbaut. Das Ensemble besteht aus der Kirche, dem freistehenden Glockenturm, Kirchgemeindezentrum und Pfarrhaus. Der Kirchturm wurde als Campanile mit grossen offenen Schallfenstern und einem kleinen Satteldach als Abschluss erbaut. Auch das Kirchenschiff verfügt über ein Satteldach und ist mit dem Campanile durch ein Vordach verbunden. Das Kirchgemeindehaus mit grossem Theatersaal ist südseits direkt an die Kirche angebaut. Reliefs im Eingangsbereich stellen einen Engel und hilfsbedürftige Menschen dar; sie stammen von Robert Müller.

### Innenraum
Der Innenraum ist längsgerichtet und verfügt über einen Empore oberhalb der kleinen Vorhalle. Ein leicht erhöhter Bereich am Nordwestende des Gottesdienstraums enthält Abendmahlstisch, Kanzel und den Spieltisch der Orgel. Oberhalb des Gabentisches befinden sich vier kleine Farbglasfenster mit Darstellungen der vier Evangelisten, welche von Friedrich Reinhard Brüderlin gestaltet wurden. Beleuchtet wird der Kirchenraum hauptsächlich über drei deckenhohe Fensterbahnen in der Nordostwand. Die Liturgiezone wird durch Säulen gegliedert, die das darüber befindliche Orgelwerk stützen.

## Glocken

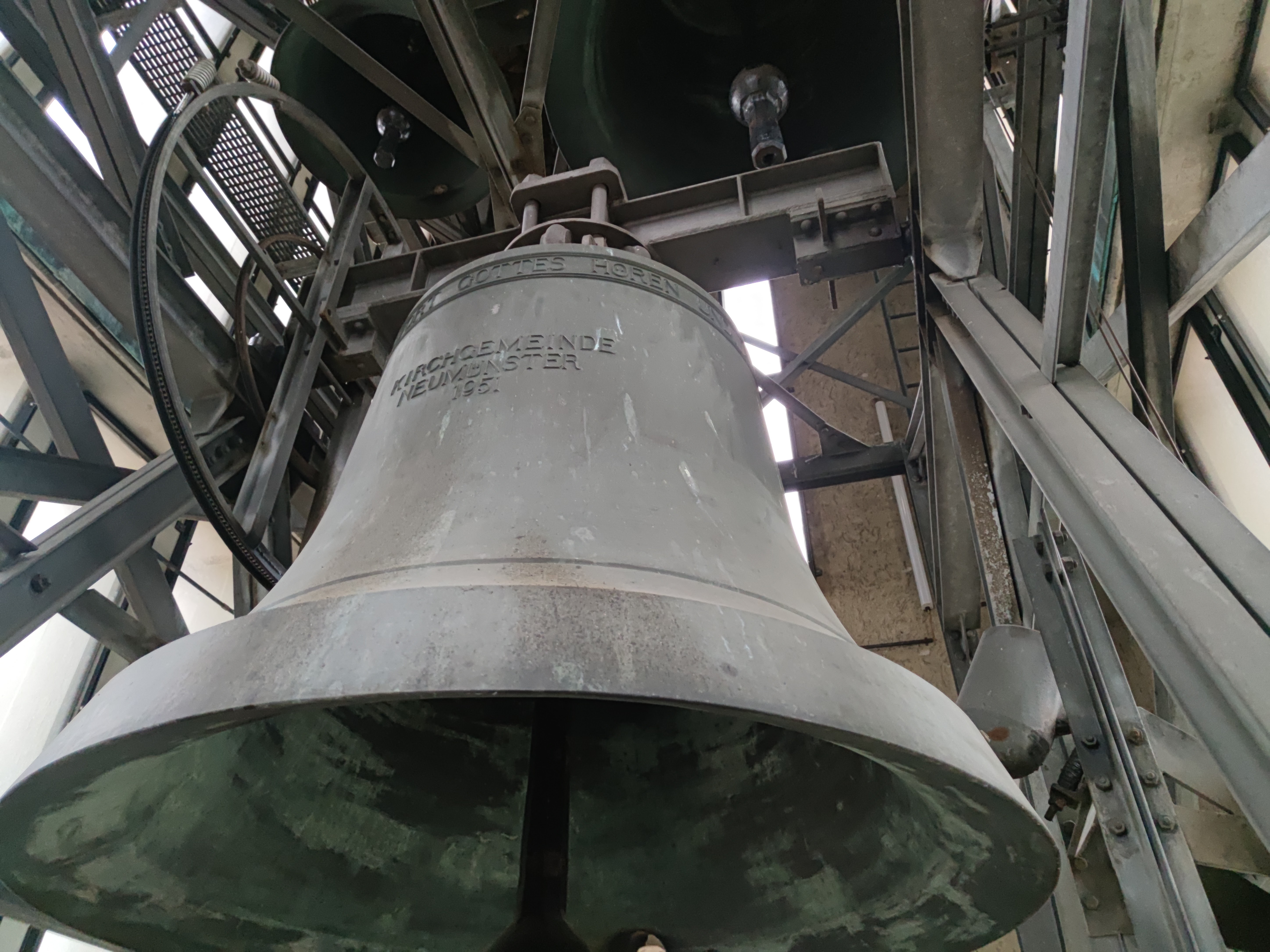
Glocken

Das fünfstimmige Geläut wurde im Jahr 1951 von der Glockengiesserei H. Rüetschi erstellt. Es besitzt ein Gesamtgewicht von 9039 kg und erklingt in der Tonfolge B° des' es' f' as'. Die Glocke 5 läutet um 07.01 Uhr Montag bis Freitag; Die Glocke 3 läutet jeden Tag um 11.01 Uhr und 09.16 Uhr am Sonntag; Die Glocke 4 läutet jeden Tag (ausser Samstag) um 18.01 Uhr.
| Glocke | Schlagton | Gewicht |
| ------ | --------- | ------- |
| 1      | B°        | 3620 kg |
| 2      | des'      | 2183 kg |
| 3      | es'       | 1539 kg |
| 4      | f'        | 1075 kg |
| 5      | as'       | 622 kg  |

## Orgel
Prägendes Element des Innenraums ist der Orgelprospekt an der Nordostwand, der aus drei unvollständigen Pfeifenreihen besteht. Er ist umgeben von kreisförmigen Öffnungen in der Wand, die zur optischen wie zur akustischen Ästhetik der Orgel beitragen: Das eigentliche Orgelwerk befindet sich hinter der Wand. Diese Bauweise führte zu gegenteiligen Meinungen verschiedener Experten, die von „unbrauchbar“ bis „sehr gute Lösung“ reichten. Als die Orgel 1952 in der geschlossenen, schlecht belüfteten Orgelkammer aufgebaut wurde, noch bevor die neu gebaute Kirche trocknen konnte, führte dies zu Schäden an Holz, Filz und Leder sowie zu Korrosion an Kontakten. Das von der Firma Orgelbau Goll erbaute Instrument verfügt über zwei Manuale und Pedal mit 20 Registern, 2 Auszügen und 1 Transmission und 2 Extensionen. 1966 schlug der Orgelbauer eine Generalrevision vor, 1991 erfolgte eine Revision durch die Erbauerfirma Goll und 2022 durch Orgelbau Späth (Rüti).
| I Hauptwerk C–g3 |     |
| Stillgedeckt     | 16′ |
| Principal        | 8′  |
| Hohlflöte        | 8′  |
| Octave           | 4′  |
| Flöte            | 4′  |
| Mixtur V-VII     | 2′  |
| Octave (Auszug)  | 2′  |
| Corno            | 8′  |

| II Schwellwerk C–g3  |                |
| Principal            | 8′             |
| Rohrflöte            | 8′             |
| Salicional           | 8′             |
| Nachthorn            | 4′             |
| Octave               | 4′             |
| Waldflöte            | 2′             |
| Sesquialtera         | 2 ⁄3′ + 1 3⁄5′ |
| Scharf IV-VII        | 1 ⁄3′          |
| Superquinte (Auszug) | 1 ⁄3′          |
| Trompete             | 8′             |
| Schalmey             | 4′             |

| Pedal C–f1                  |     |
| Flötenbass                  | 16′ |
| Stillgedeckt (Transmission) | 16′ |
| Principal                   | 8′  |
| Flöte (Transmission)        | 8′  |
| Choralbass (Transmission)   | 4′  |
| Fagott                      | 16′ |

- Koppeln: II/I, I/P, II/P
- Spielhilfen: Registercrescendo, 2 freie Kombinationen, Absteller für Zungen und Mixturen